# 自衛隊茨城地方協力本部
自衛隊茨城地方協力本部（じえいたいいばらきちほうきょうりょくほんぶ、Ibaraki Provincial Cooperation Office）は、茨城県水戸市北見町1-11 水戸地方合同庁舎に所在する、自衛隊地方協力本部のひとつ。陸・海・空自衛隊共同の機関だが、通常は陸上自衛隊の東部方面総監の指揮監督下にある。管轄する地域における防衛省・自衛隊の総合窓口として茨城県管内で活動する。

## 沿革
- 1956年（昭和31年）8月1日 - 自衛隊茨城地方連絡部が編成される[2]
- 2006年（平成18年）7月31日 - 自衛隊茨城地方協力本部に改編される
- 2023年（令和05年）3月20日 - 本部が新庁舎に移転し、セレモニーを実施[3]

## 出先機関
- 水戸募集案内所　担当地区：水戸市、笠間市、ひたちなか市、那珂市、城里町、茨城町、大洗町、東海村
- 土浦地域事務所　担当地区：土浦市、石岡市、つくば市、かすみがうら市
- 龍ヶ崎地域事務所　担当地区：龍ケ崎市、稲敷市、取手市、牛久市、守谷市、つくばみらい市、阿見町、河内町、利根町、美浦村
- 筑西地域事務所　担当地区：筑西市、桜川市、結城市、古河市、下妻市、常総市、坂東市、五霞町
- 日立出張所　担当地区：日立市、高萩市、北茨城市、常陸大宮市、常陸太田市、大子町
- 百里分駐所　担当地区：小美玉市、鉾田市、神栖市、鹿嶋市、潮来市、行方市

## 主要幹部
| 官職名                   | 階級    | 氏名     | 補職発令日     | 前職                                     |
| ------------------------ | ------- | -------- | -------------- | ---------------------------------------- |
| 自衛隊茨城地方協力本部長 | 1等空佐 | 栗秋健士 | 2024年03月18日 | 航空幕僚監部人事教育部人事教育計画課勤務 |

| 代 | 階級    | 氏名       | 在職期間                        | 出身校・期                    | 前職                                                 | 後職                                                          |
| -- | ------- | ---------- | ------------------------------- | ----------------------------- | ---------------------------------------------------- | ------------------------------------------------------------- |
| 01 | 1等陸佐 | 橋本四郎   | 1956年08月01日 - 1959年07月31日 | 日本体育会 体操学校 昭和5年卒 | 陸上自衛隊施設学校総務課長 →1958年8月1日 1等陸佐昇任 | 東部方面隊準備本部募集課長                                    |
| 02 | 1等空佐 | 阿部善次   | 1959年08月01日 - 1961年07月16日 | 海兵64期                      | 航空幕僚監部監理部総務課広報班長                     | 航空自衛隊幹部候補生学校 第2教育部長                          |
| 03 | 1等空佐 | 村上寿一   | 1961年07月17日 - 1963年03月15日 | 早稲田大学 昭和15年卒         | 第2航空団基地業務群司令                              | 西部航空方面隊司令部監理部長                                  |
| 04 | 1等空佐 | 江里口栄一 | 1963年03月16日 - 1966年07月15日 | 東京帝国大学 昭和16年卒       | 航空幕僚監部監理部総務課広報班長                     | 航空総隊司令部監理部長                                        |
| 05 | 1等空佐 | 川野剛一   | 1966年07月16日 - 1967年07月16日 | 陸士47期                      | 航空自衛隊第4術科学校副校長                          | 航空自衛隊補給統制処付 →1967年12月31日 退職（空将補昇任）     |
| 06 | 1等空佐 | 串岡周甫   | 1967年07月17日 - 1968年07月15日 | 陸士49期                      | 西部航空警戒管制団司令 兼 春日基地司令               | 航空自衛隊補給統制処付 →1968年11月1日 停年退官 （空将補昇任） |
| 07 | 1等空佐 | 植草義四郎 | 1968年07月16日 - 1971年02月15日 | 陸士55期                      | 航空自衛隊幹部学校付                                 | 保安管制気象団保安管制群司令                                  |
| 08 | 1等空佐 | 日野駐八郎 | 1971年02月16日 - 1973年02月15日 | 陸士57期                      | 航空学生教育隊長                                     | 第3航空団副司令                                               |
| 09 | 1等空佐 | 大町五郎   | 1973年02月16日 - 1975年03月16日 | 横浜専門 昭和20年卒           | 偵察航空隊副司令                                     | 航空幕僚監部監理部総務課広報班長                              |
| 10 | 1等空佐 | 矢島精三   | 1975年03月17日 - 1977年03月15日 | 明治大学専 昭和26年卒         | 第8航空団基地業務群司令                              | 第1航空教育隊副司令                                           |
| 11 | 1等空佐 | 高橋義永   | 1977年03月16日 - 1979年03月15日 | 東北学院専 昭和25年卒         | 北部航空警戒管制団基地業務群司令                     | 航空中央業務隊長 兼 檜町基地司令                              |
| 12 | 1等陸佐 | 柳田金之助 | 1979年03月16日 - 1982年03月15日 | 早稲田大学専 昭和24年卒       | 第5施設群長                                          | 陸上自衛隊施設学校勤務                                        |
| 13 | 1等陸佐 | 安藏幸造   | 1982年03月16日 - 1984年03月15日 | 明治大学 昭和29年卒           | 第1混成団副団長                                      | 東部方面総監部監察官                                          |
| 14 | 1等空佐 | 金山徹     | 1984年03月16日 - 1986年03月16日 | 弘前大学 昭和33年卒           | 航空幕僚監部人事教育部人事課 募集班長                | 第3航空団副司令                                               |
| 15 | 1等空佐 | 大木優     | 1986年03月17日 - 1988年03月15日 | 防大6期                       | 航空幕僚監部人事教育部人事課 制度班長                | 南西航空混成団司令部人事部長                                  |
| 16 | 1等空佐 | 重政寶爾   | 1988年03月16日 - 1990年04月15日 | 防大9期                       | 航空幕僚監部監理部法務課補償班長                     | 第6航空団副司令                                               |
| 17 | 1等陸佐 | 藤野憲     | 1990年04月16日 - 1992年03月15日 | 防大8期                       | 第29普通科連隊長 兼 倶知安駐屯地司令                 | 陸上幕僚監部総括副監察官                                      |
| 18 | 1等陸佐 | 小原武史   | 1992年03月16日 - 1994年03月31日 | 防大9期                       | 第6普通科連隊長 兼 美幌駐屯地司令                    | 帯広駐屯地業務隊長                                            |
| 19 | 1等陸佐 | 寺本功     | 1994年04月01日 - 1996年07月31日 | 防大10期                      | 普通科教導連隊長 兼 滝ヶ原駐屯地司令                 | 陸上自衛隊富士学校普通科部副部長                              |
| 20 | 1等陸佐 | 渡邊榮樹   | 1996年08月01日 - 1999年03月22日 | 防大13期                      | 防衛研究所主任研究官                                 | 第4施設団副団長                                               |
| 21 | 1等陸佐 | 若山義明   | 1999年03月23日 - 2001年03月31日 | 防大16期                      | 第5施設群長                                          | 中部方面総監部監察官                                          |
| 22 | 事務官  | 向良一     | 2001年04月01日 - 2003年03月31日 | 中央大学 昭和49年卒           | 運用局運用課国際協力室長                             | 自衛隊中央病院総務部長                                        |
| 23 | 1等陸佐 | 太田康和   | 2003年04月01日 - 2005年07月31日 | 防大17期                      | 第31普通科連隊長                                     | 退職（陸将補昇任）                                            |
| 24 | 1等陸佐 | 安藤正一   | 2005年08月01日 - 2007年07月02日 | 防大24期                      | 陸上自衛隊研究本部主任研究開発官                     | 陸上自衛隊幹部学校主任教官                                    |
| 25 | 事務官  | 杉本正明   | 2007年07月03日 - 2009年07月31日 | 中央大学 昭和53年卒           | 防衛施設庁施設取得課 移設整備室長                    | 近畿中部防衛局総務部長                                        |
| 26 | 1等陸佐 | 大池孝志   | 2009年08月01日 - 2011年07月31日 | 防大28期                      | 第1特科隊長                                          | 陸上自衛隊富士学校特科部副部長                                |
| 27 | 1等空佐 | 太田徹     | 2011年08月01日 - 2013年07月31日 | 防大31期                      | 航空総隊司令部防衛部防衛課長                         | 第8航空団副司令                                               |
| 28 | 1等陸佐 | 許斐輝幸   | 2013年08月01日 - 2015年11月30日 | 防大28期                      | 第2高射特科群長                                      | 朝霞駐屯地業務隊長                                            |
| 29 | 1等空佐 | 北川英二   | 2015年12月01日 - 2017年07月31日 | 防大36期                      | 航空幕僚監部防衛部防衛課 防衛調整官                  | 航空幕僚監部総務部総務課 基地対策室長                         |
| 30 | 1等陸佐 | 山下慎一   | 2017年08月01日 - 2019年07月31日 | 防大33期                      | 陸上自衛隊富士学校特科部 訓練評価室長                | 東部方面混成団副団長                                          |
| 31 | 1等陸佐 | 野口紀幸   | 2019年08月01日 - 2022年03月13日 | 防大39期                      | 第9特科連隊長 兼 岩手駐屯地司令                      | 陸上自衛隊幹部候補生学校学生隊長                              |
| 32 | 1等陸佐 | 貞方太     | 2022年03月14日 - 2024年03月17日 | 防大40期                      | 第3高射特科群長                                      | 東部方面総監部勤務                                            |
| 33 | 1等空佐 | 栗秋健士   | 2024年03月18日 -                | 生徒37期・ 東京理科大学       | 航空幕僚監部人事教育部 人事教育計画課勤務            |                                                               |